# Důkaz sporem
Důkaz sporem (reductio ad absurdum) je typ logického důkazu, ve kterém se prokáže, že předpoklad vede k nesmyslnému výsledku (ke sporu), což znamená, že předpoklad je nepravdivý, a tedy platí jeho negace. Jelikož je důkaz sporem založen na zákonu o vyloučení třetího, lze jej použít pouze v těch logických systémech, ve kterých tento zákon platí. Důkaz sporem tedy nelze využít např. ve vícehodnotových logikách či v intuicionistické logice.

## Použití ve formální logice
Řekněme, že je cílem dokázat tvrzení p. Důkaz sporem probíhá tak, že se odvodí, že tvrzení „není pravda, že p“ vede k logickému sporu. Tvrzení p tedy nemůže být nepravdivé a musí být, díky zákonu o vyloučení třetího, pravdivé.

### Příklad
Úkolem je dokázat tvrzení „neexistuje nejmenší racionální číslo větší než nula“. V důkazu sporem se nejprve předpokládá opak, tedy že takové číslo existuje, označme je třeba r0. Nyní buď x = r0 : 2. Tím se získá číslo x, které je racionální, je větší než nula a je menší než r0, což je ve sporu s předpokladem. Tím důkaz sporem končí, původní předpoklad („neexistuje nejmenší racionální číslo větší než nula“) byl správný.

## Použití ve filosofii
Důkaz sporem může být využit mnoha způsoby, například tak jako v následujícím příkladu.
Vyvracené tvrzení: Žádné náboženství by nemělo být omezováno.
Důkaz sporem: 
- Empiricky víme, že existují taková náboženství (např. aztécké náboženství), jejichž podstatnou složkou je provádění lidských obětí.
- Jestliže platí tvrzení, že žádné náboženství by nemělo být omezováno, pak z toho vyplývá, že by neměla být omezována ani náboženství provádějící lidské oběti a jejich věřící mohou provádět lidskou oběť, kdykoli to pokládají za vhodné.
- Odmítáme-li tvrzení, že právo věřících určitého náboženství na vykonávání lidských obětí by nemělo být omezováno, pak musíme odmítnout i tvrzení, že žádné náboženství by nemělo být omezováno, protože existuje alespoň jedno náboženství, které by omezeno být mělo.

Není tedy pravda, že žádné náboženství by nemělo být omezováno.
Z tohoto důkazu nicméně nelze vyvozovat, že by měla být omezována všechna náboženství (protože nepřijatelné praktiky netvoří podstatný prvek všech náboženství), pouze to, že existují taková, která by omezována být měla.

## Použití v právu
V právu patří argumentum reductionis ad absurdum k často užívaným metodám výkladu právních předpisů. Jestliže určitý výklad vede v jednom případě ke zjevně nepřijatelnému, absurdnímu závěru, pak je tento výklad třeba pokládat za nesprávný i v jiných případech, resp. jsou-li možné dva výklady a dokážeme-li, že jeden by vedl k absurdním důsledkům, pak je správný výklad druhý.